# Zingiber lingyunense
Zingiber lingyunense är en enhjärtbladig växtart som beskrevs av Ding Fang. Zingiber lingyunense ingår i släktet Zingiber och familjen Zingiberaceae. Inga underarter finns listade i Catalogue of Life.